# Guayanas
Guayanas (eng. The Guyanas, The Guianas) je regija na sjeveroistoku Južne Amerike koja uključuje ova tri teritorija:
- Francuska Gvajana, francuski prekomorski departman
- Gvajana, poznata i kao Britanska Gvajana od 1831. do 1966., nakon što je Engleska preotela kolonije Berbice, Essequibo i Demeraru od Nizozemske 1814. i spojila ih u jednu;
- Surinam, do 1814. dijelom Nizozemske Gvajane, zajedno s kolonijama Berbiceom, Essequibom i Demerarom;

Neki uključuju i ovu regiju:
- Guayana, bivša pokrajina Španjolskog Carstva, na jugoistoku Venezuele.

Povijesno se i ova obližnja pokrajina može uključiti u Guayanas:
- Portugalska Gvajana (Brazilska Gvajana), na sjeverozapadu Brazila, izvorno dijelom Portugalskog Carstva -  područje koje danas čini savezne države Amapu, Roraimu, sjever Pare i sjever Amazonasa, uključujući i Gvajanski štit u Brazilu.